# تام ویلکنز
تام ویلکنز (به انگلیسی: Tom Wilkens) (زادهٔ ۲۵ نوامبر ۱۹۷۵) شناگر اهل ایالات متحده آمریکا است.